# Satyrus obscurior
Satyrus obscurior är en fjärilsart som beskrevs av Otto Staudinger 1887. Satyrus obscurior ingår i släktet Satyrus och familjen praktfjärilar. Inga underarter finns listade.